# Irwin Rose
Irwin Rose (Brooklyn, 16 luglio 1926 – Deerfield, 2 giugno 2015) è stato un biologo statunitense.
Insieme a Aaron Ciechanover e Avram Hershko, gli è stato conferito il premio Nobel per la chimica 2004 per la scoperta della degradazione delle proteine ubiquitina dipendente.

## Carriera
Rose frequentò l'Università statale di Washington per un anno prima di prestare servizio in Marina durante la seconda guerra mondiale. Di ritorno dalla guerra prese il Bachelor scientifico nel 1948 e il dottorato in biochimica nel 1952, entrambi all'Università di Chicago. Quando vinse il premio Nobel nel 2004, Rose era professore con attività di tutoraggio al Dipartimento di Fisiologia e Biofisica del College di Medicina all'Università della California - Irvine.
Rose ha preparato molti postdottorandi mentre era al Fox Chase Cancer Center a Filadelfia, in cui svolse le sue innovative ricerche sull'ubiquitina. Questi studenti sono: Art Haas, il primo a riconoscere le catene di ubiquitina, Keith Wilkinson, colui che identificò per prima l'APF-1 come ubiquitina, e Cecile Pickart, un'enzimologa che studiò molte parti del sistema dell'ubiquitina.
Rose spesso faceva un giro nei laboratori con un'armonica, quando Hershko e Ciechanover erano lì a lavorare in estate con Wilkinson e Haas.

## Pubblicazioni
- Avram Hershko, Aaron Ciechanover e Irwin A. Rose, Resolution of the ATP-dependent proteolytic system from reticulocytes: A component that interacts with ATP, in PNAS, vol. 76, 1979,  pp. 3107-3110.
- (EN)   Avram Hershko, Aaron Ciechanover, Hanna Heller, Arthur L. Haas e Irwin A. Rose, Proposed role of ATP in protein breakdown: Conjugation of proteins with multiple chains of the polypeptide of ATP-dependent proteolysis, in PNAS, vol. 77, n. 4, 1980,  pp. 1783-1786.